# Évreux FC 27
El Évreux FC 27 es un equipo de Fútbol de Francia que juega en el Championnat National 3, la quinta división nacional.

## Historia
Fue fundado el 15 de junio de 2009 en la ciudad de Évreux en Normandía luego de la fusión de los equipos Évreux AC y ALM Évreux por iniciativa de los futbolistas profesionales Mathieu Bodmer y Bernard Mendy, ambos nacidos en la ciudad de Évreux e iniciaron sus carreras en el Évreux AC.
El club tomaría el lugar del Evreux AC en el desaparecido Championnat de France amateur 2 en la temporada 2009/10, misma temporada en la que participarían por primera vez en la copa de Francia en la que fueron eliminados en la sexta ronda. El club descendería a las divisiones regionales en la siguiente temporada, y en la temporada 2012/13 volvería a participar en la Copa de Francia en la que es eliminado en la octava ronda por el Le Mans FC. Participaría en la copa nacional tres años consecutivos, donde en la temporada 2014/15 llega a la quinta ronda, misma temporada en la que consigue el regreso al Championnat de France amateur 2.
En 2017 sería uno de los equipos participantes en el recién fundado Championnat National 3, donde tras fallar en dos ocasiones consecutivas al terminar en segundo lugar, en la temporada 2021/22 gana su zona y logra el ascenso por primera vez al Championnat National 2.

## Palmarés
- DH Normandie: 1

2014/15

## Entrenadores
| Nombre             | Periodo   |
| ------------------ | --------- |
| Abdel Bouchelaghem | 2009-2010 |
| Eric Fouda         | 2010-2011 |
| Dramane Dillain    | 2012-2019 |
| Christophe Taine   | 2019-2020 |
| Romaric Bultel     | 2020-     |

## Jugadores

### Jugadores destacados
- Ousmane Dembélé
- Samuel Grandsir